# Asklepios
Asklepios (Oudgrieks: Ἀσκληπιός, Asklēpiós (gelatiniseerd als Asclepius), of Αἰσκλαπιός, Aisklāpiós (gelatiniseerd als Aesculapius)) is in de Griekse mythologie de god van geneeskunde en genezing.

## Achtergrond
Hij was de zoon van Apollo en Coronis. De zwangere Coronis was echter al verliefd op de sterfelijke Ischys. Apollo doodde zijn ontrouwe geliefde en transformeerde (volgens Ovidius) de witte raaf die het nieuws had overgebracht in een zwarte. Hij onttrok het kind aan het lichaam van de dode moeder en Asklepios kwam in Epidaurus ter wereld. Asklepios werd door Apollo toevertrouwd aan de wijze centaur Chiron, die hem onderwees in de geneeskunde. Asklepios bleek echter zo getalenteerd dat hij in staat was doden tot leven te wekken, een bekwaamheid die hij meerdere malen zou hebben toegepast (onder meer op Theseus' zoon Hippolytus). Zeus vond echter dat het opwekken van de doden een aantasting was van de orde en hij doodde Asklepios met zijn bliksem. Apollo nam echter wraak door de Cyclopen (de vervaardigers van Zeus' bliksemschichten) te doden. Apollo werd bestraft en moest zich één jaar ten dienste stellen van een sterfelijke, Admetus, maar hij was wel in zijn opzet geslaagd aangezien Zeus Asklepios opnieuw tot leven riep. 
Bij Homerus is hij nog geen god, maar een kundig arts; pas vanaf de 5e eeuw v.Chr. wordt hij vereerd als de god van de geneeskunst.
De drie dochters van Asklepios waren Hygieia (godin van de gezondheid), Achelois (godin van de maan en pijnstilling) en Panacea (godin van de geneesmiddelen). Hij zou ook twee zonen hebben gehad, de bekwame geneesheren Podalirius en Machaon (genoemd door Homerus in de Ilias). Ook de bekende arts Hippocrates werd beschouwd als een afstammeling van Asklepios.
Wat precies de waarheid is, is onzeker. Of Asklepios ook daadwerkelijk in Epidaurus heeft gewerkt, is iets uit de overlevering. In Epidaurus is zeker een kuuroord geweest en waarschijnlijk een van de eerste georganiseerde ziekenhuizen waarvan men het bestaan weet. De legende wil dat men naar Epidaurus ging als men ziek was. Wanneer men in een droom een slang zag, was men genezen (zie ook de Asklepioscultus in Epidaurus). Zodoende wordt Asklepios meestal afgebeeld met een staf waar een slang omheen kronkelt, de asklepiosstaf of esculaap. Het is al sinds eeuwen het symbool voor artsen. Ook voor apothekers wordt dit symbool gebruikt, met bovenaan de asklepiosstaf een schaal, waar de slang uit gevoed wordt. Deze schaal is het symbool van Hygieia, de godin van de gezondheid en dochter van Asklepios.

## Verering
Het heiligdom van Asklepios wordt gekenmerkt door een tempel waaronder een labyrint is gebouwd, waarin slangen werden gehouden. 
Op diverse plaatsen in Griekenland zijn overblijfselen van heiligdommen, gewijd aan Asklepios, zoals het Asklepieion op het Griekse eiland Kos, maar ook in Epidaurus en Trikala, en in Pergamon (Klein-Azië).

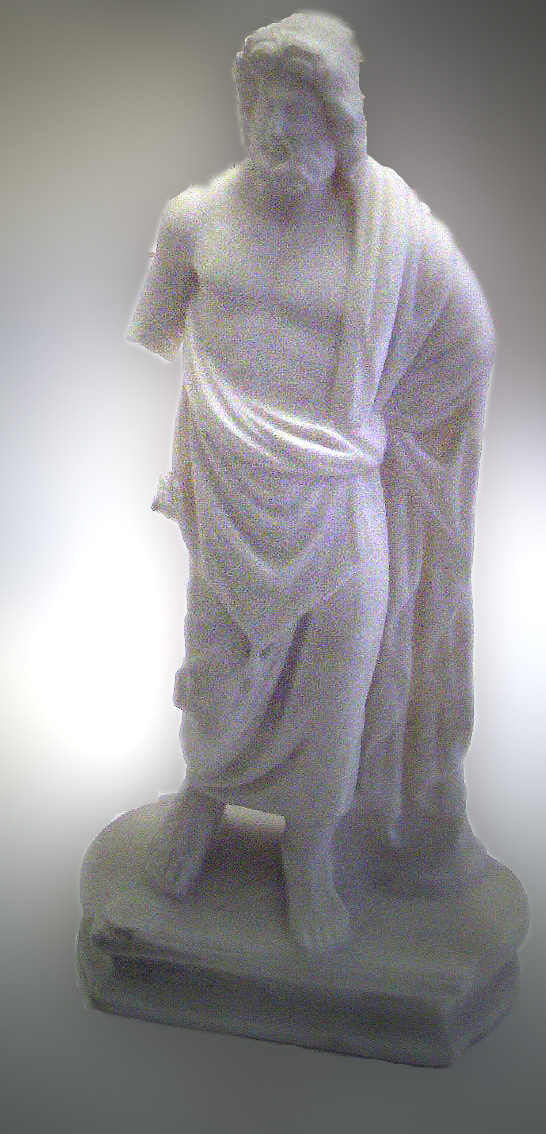
Asclepios (Museum der Anatolische Beschavingen, Ankara)
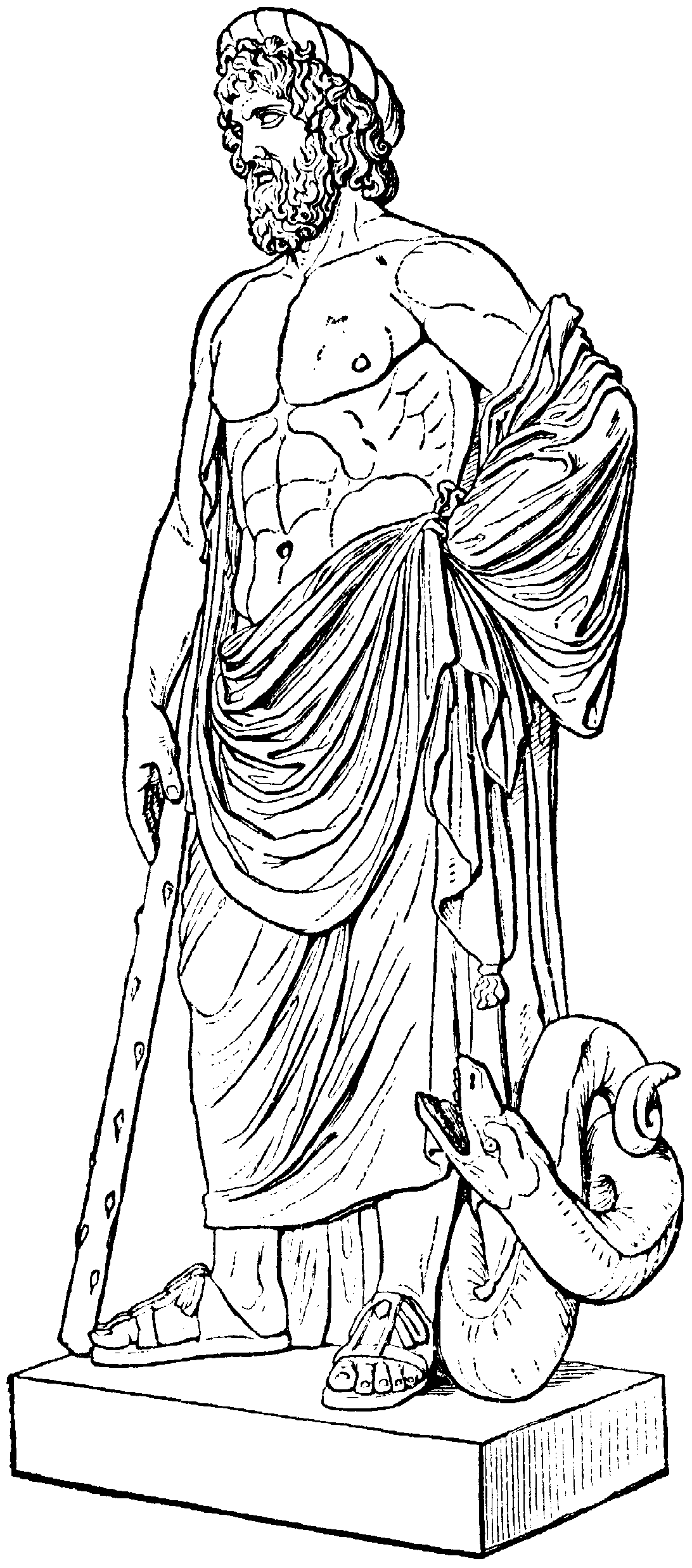
Naar een beeld in het Louvre